# Châteauredon
Châteauredon är en kommun i departementet Alpes-de-Haute-Provence i regionen Provence-Alpes-Côte d'Azur i sydöstra Frankrike. Kommunen ligger  i kantonen Mézel som ligger i arrondissementet Digne-les-Bains. År 2022 hade Châteauredon 74 invånare.

## Befolkningsutveckling
Antalet invånare i kommunen Châteauredon
Referens: INSEE